# Chlorochroa
Genre
Chlorochroa est un genre d'insectes hétéroptères, des punaises de la famille des Pentatomidae.

## Espèces rencontrées en Europe
- Chlorochroa (Rhytidolomia) juniperina (Linnaeus, 1758)
- Chlorochroa (Rhytidolomia) pinicola (Mulsant & Rey, 1852)
- Chlorochroa (Rhytidolomia) reuteriana (Kirkaldy, 1909)

## Espèces rencontrées en Amérique du Nord
- Chlorochroa (Chlorochroa) congrua Uhler, 1876
- Chlorochroa (Chlorochroa) granulosa (Uhler, 1872)
- Chlorochroa (Chlorochroa) kanei Buxton & Thomas, 1983
- Chlorochroa (Chlorochroa) ligata (Say, 1832)
- Chlorochroa (Chlorochroa) lineata Thomas, 1983
- Chlorochroa (Chlorochroa) norlandi Buxton & Thomas, 1983
- Chlorochroa (Chlorochroa) opuntiae Esselbaugh, 1948
- Chlorochroa (Chlorochroa) persimilis Horvath, 1908
- Chlorochroa (Chlorochroa) rossiana Buxton & Thomas, 1983
- Chlorochroa (Chlorochroa) sayi Stål, 1872 - punaise de Say
- Chlorochroa (Chlorochroa) uhleri (Stål, 1872)
- Chlorochroa (Rhytidolomia) belfragii (Stål, 1872)
- Chlorochroa (Rhytidolomia) dismalia Thomas, 1983
- Chlorochroa (Rhytidolomia) faceta (Say, 1825)
- Chlorochroa (Rhytidolomia) osborni (Van Duzee, 1904)
- Chlorochroa (Rhytidolomia) rita (Van Duzee, 1934)
- Chlorochroa (Rhytidolomia) saucia (Say, 1832)
- Chlorochroa (Rhytidolomia) senilis (Say, 1832)
- Chlorochroa (Rhytidolomia) viridicata (Walker, 1867)